# 基斯马尤
基斯马尤（阿拉伯语：‎），索马里南部印度洋沿岸一港市，位于摩加迪沙西南528（328英里）的朱巴河河口，人口估计约为201,000人（2002年）。2005年8月，基斯馬尤大學成立。
索马里内战开始后，基斯马尤便沦为各派军阀混战之地，1994年底，联合国维持和平部队从基斯马尤撤退，当地彻底陷入混战。2008年8月后，基斯马尤被伊斯蘭恐怖組織青年黨占领，成为其进攻摩加迪沙的后方基地。
2012年9月，肯亞軍及索馬里政府軍進攻基斯馬尤，伊斯蘭武裝分子棄守撤退。